# Jake Wetzel
Jacob Wetzel (Saskatoon, 26 dicembre 1976) è un canottiere canadese con cittadinanza statunitense, vincitore della medaglia d'argento nel 4 senza alle Olimpiadi di Atene 2004 e di quella d'oro nell'8 con a Pechino 2008.

## Palmarès
- Olimpiadi

Atene 2004: argento nel 4 senza.
Pechino 2008: oro nell'8 con.
- Campionati del mondo di canottaggio

1999 - St. Catharines: oro nel 4 con (per gli  Stati Uniti).
2003 - Milano: oro nel 4 senza.
2007 - Monaco di Baviera: oro nell'8 con.